# Carpineto della Nora
Carpineto della Nora là một đô thị thuộc tỉnh Pescara trong vùng Abruzzo Ý. Đô thị này có diện tích 23 kilômét vuông, dân số năm 2001 là 733 người. Các làng trực thuộc: Boschetto, La Fara, Maddalena, San Bartolomeo Superiore, Santa Lucia. Các đô thị giáp ranh: Brittoli, Civitella Casanova, Ofena (AQ), Vicoli, Villa Celiera, Villa Santa Lucia degli Abruzzi (AQ).